# Clarivate Analytics
Clarivate Analytics war ursprünglich die Wissenschaftsabteilung, gegründet als das Institute for Scientific Information (ISI), von Thomson Reuters. Im Jahr 2016 schloss Thomson Reuters einen Deal im Wert von 3,55 Milliarden US-Dollar ab, um Clarivate in ein unabhängiges Unternehmen zu verwandeln, das später an Private-Equity-Unternehmen verkauft wurde, und zwar an Onex Corporation und Baring Private Equity Asia. Unter den geschützten Marken von Clarivate sind die bekanntesten Web of Science und der Science Citation Index.
Das Unternehmen ist seit Mai 2019 durch eine Fusion mit einer Special Purpose Acquisition Company (SPAC) an der New York Stock Exchange gelistet.